# Округ Хауард (Мериленд)
Округ Хауард (енгл. Howard County) је округ у америчкој савезној држави Мериленд.

## Демографија
По попису из 2010. године број становника је 287.085, што је 39.243 (15,8%) становника више него 2000. године.
| Група             | 2000.           | 2010.           |
| Белци             | 180.010 (72,6%) | 169.972 (59,2%) |
| Афроамериканци    | 35.730 (14,4%)  | 50.188 (17,5%)  |
| Азијати           | 19.037 (7,7%)   | 41.221 (14,4%)  |
| Хиспаноамериканци | 7.490 (3,0%)    | 16.729 (5,8%)   |
| Укупно            | 247.842         | 287.085         |